# Tomaspis discontinua
Tomaspis discontinua är en insektsart som beskrevs av Fowler 1897. Tomaspis discontinua ingår i släktet Tomaspis och familjen spottstritar. Inga underarter finns listade i Catalogue of Life.